# Леополдина Елеонора фон Пфалц-Нойбург
Леополдина Елеонора Елеонора Йозефа фон Пфалц-Нойбург (на немски: Leopoldine Eleonore Josepha von Pfalz-Neuburg; * 27 май 1679, Нойбург на Дунав; † 8 март 1693, Дюселдорф) е принцеса от Курпфалц и пфалцграфиня на Нойбург.

## Живот
Тя е най-малкото дете от 17-те деца на курфюрст Филип Вилхелм фон Пфалц (1615 – 1690) и втората му съпруга Елизабет Амалия фон Хесен-Дармщат (1635 – 1709), дъщеря на ландграф Георг II фон Хесен-Дармщат и София Елеонора Саксонска. Сестра ѝ Елеонора Магдалена е омъжена от 1676 г. за император Леополд I.
След смъртта на баща ѝ през 1690 г. за нея се грижи най-големия ѝ брат Йохан Вилхелм. През лятото на 1691 г. Леополдина се разболява тежко след идването и от Нойбург в Дюселдорф. За нея се грижи нейната снаха Анна Мария Луиза де Медичи.
През март 1693 г. Леополдина е сгодена за овдовелия от 1692 г. курфюрст Максимилиан II Емануел от Бавария, но умира малко след това на 13 години, след седемдневна температура. Погребана е в църквата „Св. Андреас“ в Дюселдорф, сърцето ѝ е занесено в княжеската гробница на дворцовата църква в Нойбург, където заедно със сърцето на нейния брат Вилхелм Август почива на саркофага на нейната майка. Саркофагът на Леополдина днес се намира в мавзолея на църквата „Св. Андреас“ и е отворен през 2007 г. Принцесата е погребана с копринени чорапи и се остановява, че е умряла от туберкулоза.